# سانت برناردينو
ساو برناردينو بلدية في ولاية سانتا كاتارينا في المنطقة الجنوبية من البرازيل. تم إنشاؤه في عام 1995 خارج بلدية كامبو إيري.